# Heinz Hunsdiecker
Heinz Hunsdiecker (* 22. Januar 1904 in Köln; † 22. November 1981 ebenda) war ein deutscher Chemiker.

## Leben und Werk
Hunsdiecker studierte unter Robert Wintgen an der Universität zu Köln, wo er 1929 seinen Doktortitel mit einer Dissertation zum Thema „Teilchengewicht, Verbindungsgewicht und Teilchenladung organischer Kolloide“ erwarb. Seine Frau Claire (1903–1995), die er 1931 heiratete, promovierte ebenfalls bei Robert Wintgen.
Heinz Hunsdiecker verbesserte zusammen mit seiner Frau Claire 1942 die von Alexander Porfirjewitsch Borodin 1861 entdeckte Methode zur Umwandlung von Monocarbonsäuren in Halogenkohlenwasserstoffe mittels Silbersalzen und Halogenen, vor allem Brom. Die Reaktion heißt deshalb Hunsdiecker-Reaktion.